# Heimat Westfalen
Heimat Westfalen ist eine Zeitschrift zur Heimatpflege in Westfalen. Sie ist das Verbandsorgan des Westfälischen Heimatbundes (WHB) und wird dementsprechend von diesem herausgegeben. Sie erscheint zweimonatlich. Der erste Jahrgang erschien 1987 unter dem Namen Heimatpflege in Westfalen. Seit 2018 trägt die Zeitschrift ihren aktuellen Namen.
Die promovierte Historikerin Silke Eilers hat die Schriftleitung inne. Sie ist zugleich Geschäftsführerin des WHB.